# Glaciimonas singularis
Glaciimonas singularis es una especie de bacteria gramnegativa del género Glaciimonas. Fue descrita en el año 2013. Su etimología hace referencia a singular. Es aerobia e inmóvil. Tiene un tamaño de 0,8-1 μm de ancho por 1-2 μm de largo. Forma colonias de color cremoso pálido en agar R2A. También crece en agar TSA. Temperatura de crecimiento entre 10-30 °C, óptima de 25 °C. Catalasa y oxidasa positivas. Tiene un contenido de G+C de 55%. Se ha aislado de agua de un pozo en una mina de uranio en Portugal.